# Waterloo (Grant County, Wisconsin)
Die Town of Waterloo ist eine von 33 Towns im Grant County im US-amerikanischen Bundesstaat Wisconsin. Im Jahr 2010 hatte die Town of Waterloo 550 Einwohner.
Town hat in Wisconsin eine grundlegend andere Bedeutung, als im übrigen englischsprachigen Bereich. Vielmehr entspricht sie den in den anderen US-Bundesstaaten üblichen Townships, die nach dem County die nächstkleinere Verwaltungseinheit bilden.

## Geografie
Die Town of Waterloo liegt im Südwesten Wisconsins, am Ostufer des Mississippi, der die Grenze zu Iowa bildet. Die Grenze zu Illinois befindet sich rund 40 km südlich.
Die geografischen Koordinaten des Zentrums der Town of Waterloo sind 42°43′28″ nördlicher Breite und 90°49′50″ westlicher Länge. Sie erstreckt sich über eine Fläche von 115,5 km², die sich auf 98,9 km² Land- und 16,6 km² Wasserfläche verteilen.
Die Town of Waterloo liegt im Südwesten des Grant County und grenzt an folgende Nachbartowns und -townships:
|                                             | Town of Beetown                             | Town of South Lancaster              |
| Town of Cassville                           | Kompassrose, die auf Nachbargemeinden zeigt | Town of Potosi                       |
| Buena Vista Township (Clayton County, Iowa) | Jefferson Township (Dubuque County Iowa)    | Peru Township (Dubuque County, Iowa) |

## Verkehr
Der Wisconsin State Highway 133 verläuft parallel zum Mississippi und bildet hier den Wisconsin-Abschnitt der Great River Road. Weiterhin führen die County Highways N und U durch das Gebiet der Town of Waterloo. Alle weiteren Straßen sind untergeordnete Landstraßen oder teils unbefestigte Fahrwege.
Entlang des Mississippi verläuft eine Eisenbahnlinie der BNSF Railway.
Mit dem Cassville Municipal Airport befindet sich rund 10 km westlich ein kleiner Flugplatz. Die nächstgelegenen größeren Flughäfen sind der Dubuque Regional Airport (rund 60 km südlich) und der Dane County Regional Airport in Wisconsins Hauptstadt Madison (rund 170 km östlich).

## Bevölkerung
Nach der Volkszählung im Jahr 2010 lebten in der Town of Waterloo 550 Menschen in 224 Haushalten. Die Bevölkerungsdichte betrug 5,6 Einwohner pro Quadratkilometer. In den 224 Haushalten lebten statistisch je 2,46 Personen.
Ethnisch betrachtet setzte sich die Bevölkerung zusammen aus 99,3 Prozent Weißen sowie 0,7 Prozent amerikanischen Ureinwohnern. Unabhängig von der ethnischen Zugehörigkeit waren 0,4 Prozent der Bevölkerung spanischer oder lateinamerikanischer Abstammung.
20,9 Prozent der Bevölkerung waren unter 18 Jahre alt, 62,4 Prozent waren zwischen 18 und 64 und 16,7 Prozent waren 65 Jahre oder älter. 46,0 Prozent der Bevölkerung war weiblich.
Das mittlere jährliche Einkommen eines Haushalts lag bei 46.875 USD. Das Pro-Kopf-Einkommen betrug 20.395 USD. 6,5 Prozent der Einwohner lebten unterhalb der Armutsgrenze.

## Ortschaften in der Town of Waterloo
Neben Streubesiedlung gibt es folgende gemeindefreie Siedlungen:
- Burton
- McCartney